# فرانسوا شالر
فرانسوا شالر هو اقتصادي سويسري، ولد في ديسمبر 1920 في بورينتري في سويسرا، وتوفي في 18 فبراير 2006 في لوزان في سويسرا.